# Katie Johnson
Katie Jane Johnson, née le 18 novembre 1878 à Clayton et morte le 4 mai 1957 à Londres, est une actrice britannique.

## Filmographie
- 1932 : After Office Hours : Mademoiselle Wilesden
- 1933 : Strictly in Confidence : Grannie
- 1934 : A Glimpse of Paradise : Mme Fielding
- 1936 : Dusty Ermine : Emily Kent
- 1936 : Laburnum Grove : Mme Radfern
- 1937 : Suicide Legion
- 1937 : Troopship
- 1937 : The Last Adventurers
- 1938 : The Dark Stairway
- 1938 : Marigold : Sarita Dunlop
- 1940 : The Murder in Thornton Square : domestique de Alice Barlow
- 1940 : Two for Danger
- 1941 : Freedom Radio : Granny Schmidt
- 1941 : Jeannie
- 1942 : The Black Sheep of Whitehall : passagère du train
- 1942 : Talk About Jacqueline : Ethel
- 1944 : He Snoops to Conquer : Ma
- 1944 : The Tawny Pipit : Mademoiselle Pyman
- 1945 : Le Poids d'un mensonge (Love Letters) : Nounou
- 1946 : I See a Dark Stranger : vieille femme
- 1946 : The Years Between : femme
- 1947 : Meet Me at Dawn : gardienne de Mme Vermorel
- 1947 : The Shop at Sly Corner : vendeuse de boîtes à musique
- 1952 : Death of an Angel : Sarah Oddy
- 1952 : I Believe in You : Mademoiselle Mackline
- 1952 : Lady in the Fog
- 1953 : Three Steps in the Dark : Mme Riddle
- 1954 : Delavine Affair : Mme Blissett
- 1954 : Casaque arc-en-ciel
- 1955 : John and Julie : vieille femme
- 1955 : Out of the Clouds : passagère
- 1955 : Tueurs de dames (The Ladykillers) : Mme Wilberforce
- 1957 : Comment tuer un oncle à héritage (How to Murder a Rich Uncle) : Alice

## Distinction

### Récompense
- 1956 : BAFTA Award de la meilleure actrice dans Tueurs de dames